# シロオオハラタケ
シロオオハラタケ（白大原茸、学名Agaricus arvensis)はハラタケ目ハラタケ科ハラタケ属の菌類。英語圏ではHorse Mushroomと呼ばれている。

## 分類学
それまでにもいくつもの名前で記述されていたが、1762年、ヤコブ・クリスティアン・シェーファーによって定義された。種小名arvensisは「草原の」という意味。

## 特徴
傘はハラタケに似て饅頭型であり、襞は若い物は白く、後々茶色や、鈍いチョコレート色になる。若い物はテングタケ科のキノコに非常に似ている。柄には大きく広がったつばがあり、おおむね白であるが、黄色っぽくなっている場合もある。これらのつばは傘のすぐ下にある場合が多い。若く、傘がしまっているあいだは下から見ると、上下二つのつばのうち下方のつばがハメ歯歯車に見える。
襞は離生し、胞子紋は茶色からこげ茶色。
臭いはアニスと似ている。
ハラタケ属の他の菌類にも当てはまることであるが、傷がつくと黄色っぽく変色する。

### 類似種
- Agaricus osecanus

この種はアニスの臭いがしない。
- Agaricus xanthodermus (The Yellow Stainer)

消化器官に症状がでる毒キノコ。シロオオハラタケはこの種と非常に似ている。
- シロモリノカサ（Agaricus silvicola）

この種はもっと木のような質感であり、つばが繊細で壊れやすい。可食。
- ハラタケ(Agaricus campestris)

この種はもっと一般的に生え、比較すると小さい。ピンク色の胞子を持っている。可食。

## 分布・生息地
この種はイギリスや北アメリカにおいて最も大きいハラタケ属の一つである。しばしば馬小屋、牧草地に見られ菌輪を作る。このキノコはイラクサと一緒に見られることも多い。また、トウヒの木に見られることもある。

## 食用
農民やジプシーによって何世代ものあいだ愛好されている食用キノコである。マッシュルームに似ているが特別美味というわけではない。外観が地味で食欲をそそらず、食用キノコには見えないため好んで食べようとする人は少ない。文献によって食不適、食用、有毒などまばらなので食べないほうがいい。